# نینو بنونوتی
نینو بنونوتی (ایتالیایی: Nino Benvenuti؛ زادهٔ ۲۶ آوریل ۱۹۳۸) بوکسور سابق و هنرپیشه اهل ایتالیا است. از افتخارات وی میتوان به کسب مدال طلا وزن Welterweight در بازی‌های المپیک تابستانی ۱۹۶۰ اشاره کرد.